# 352
352 (CCCLII) var ett skottår som började en onsdag i den julianska kalendern.

## Händelser

### Maj
- 17 maj – Sedan Julius I har avlidit den 12 april väljs Liberius till påve.

### Okänt datum
- Alemannerna och frankerna besegrar den romerska armén och tar över kontrollen över 40 städer mellan floderna Mosel och Rhen.
- Ett krig utbryter mellan hunnerna och alanerna.
- För första gången noteras en supernova i Kina.

## Avlidna
- 12 april – Julius I, påve sedan 337